# Rebel (locomotiva)
A Gulf, Mobile and Northern Railroad Rebel foi uma locomotiva diesel-elétrica de peso leve construída pela empresa American Car and Foundry.
Os primeiros dois trens comprados em 1935 proviram serviço entre New Orleans, Louisiana e Jackson, Tennessee. O terceiro trem comprado em 1937, foi adicionado no trajeto entre Jackson, Tennessee e Mobile, Alabama. Diferentes das outras locomotivas diesel padrões da época, elas não eram articuladas, em que nas operações normais somente se adicionavam ou removiam vagões do consiste. Essas locomotivas possuíam uma pá de bico diferenciada, estilizada por Otto Kuhler, e equipadas com motores ALCO 531 a diesel de seis cilindros e 600 Hp, com transmissão elétrica Westinghouse. As unidades tinham em comum um arrajo de rodeiros 2-B, montados sobre um par de truques. Esta locomotiva foi aposentada do serviço em 1962.